# Johan Djourou
Johan Danon Djourou-Gbadjere (* 18. leden 1987 Abidžan), známý také jako Johan Djourou, je bývalý švýcarský profesionální fotbalista, který hrával na pozici středního obránce.
Djourou se narodil v Pobřeží slonoviny, ale byl adoptován švýcarskou rodinou ve věku 17 měsíců. Získal tak švýcarské občanství a mezi lety 2006 a 2018 odehrál 76 utkání v dresu švýcarské reprezentace, ve kterých se dvakrát střelecky prosadil.

## Reprezentační kariéra
Německý trenér Švýcarska Ottmar Hitzfeld jej vzal na Mistrovství světa 2014 v Brazílii. Švýcaři se se 6 body kvalifikovali z druhého místa skupiny do osmifinále proti Argentině, které podlehli 0:1 po prodloužení a z turnaje byli vyřazeni.